# Йоан Стобей
Йоан Стобей (на гръцки: Ἰωάννης ὁ Στοβαῖος) е късноантичен гръцки компилатор на ценни фрагменти от различни гръцки автори, живял през втората половина на V век в македонския град Стоби.

## Биография
За живота на Стобей не е известно нищо. Предполага се, че е живял през втората половина на V век след Христа. От факта, че не обръща внимание в компилациите си на християнски автори, учените вадят извод, че вероятно не е бил християнин. Фрагментите, събрани от Стобей, са предназначени за сина му Септимий.